# Momo Tamaoki
Momo Tamaoki (en japonés: 玉置 桃, Tamaoki Momo; 16 de septiembre de 1994) es una deportista japonesa que compite en judo.
Ganó tres medallas en el Campeonato Mundial de Judo entre los años 2021 y 2025, y dos medallas de oro en el Campeonato Asiático de Judo, en los años 2015 y 2022. En los Juegos Asiáticos obtuvo dos medallas, en los años 2018 y 2022.

## Palmarés internacional
| Campeonato Mundial  | Campeonato Mundial     | Campeonato Mundial | Campeonato Mundial |
| Año                 | Lugar                  | Medalla            | Categoría          |
| ------------------- | ---------------------- | ------------------ | ------------------ |
| 2021                | Budapest (Hungría)     | Medalla de plata   | –57 kg             |
| 2024                | Abu Dabi (EAU)         | Medalla de bronce  | –57 kg             |
| 2025                | Budapest (Hungría)     | Medalla de plata   | –57 kg             |
| Juegos Asiáticos    |                        |                    |                    |
| Año                 | Lugar                  | Medalla            | Categoría          |
| 2018                | Yakarta (Indonesia)    | Medalla de oro     | –57 kg             |
| 2022                | Hangzhou (China)       | Medalla de plata   | –57 kg             |
| Campeonato Asiático |                        |                    |                    |
| Año                 | Lugar                  | Medalla            | Categoría          |
| 2015                | Kuwait (Kuwait)        | Medalla de oro     | –57 kg             |
| 2022                | Nursultán (Kazajistán) | Medalla de oro     | –57 kg             |